# 湖东站
湖东站位于中华人民共和国山西省大同市云州区倍加造镇，是大秦铁路的一座火车站，等级为一等站，距大同站37公里，距秦皇岛站616公里。湖东站是中国第一座电气化重载列车编组站，也是中国最长的编组站。本站及相邻上下行区间均为电气化区段。大秦铁路为煤运铁路，全线不办理客运业务。